# 加北乡
加北乡是中华人民共和国黑龙江省大兴安岭地区加格达奇区下辖的一个乡。

## 行政区划
加北乡下辖以下村级行政区划单位：
加北村。